# Galaxia espiral M66
Messier 66 (también conocido como NGC 3627) es una galaxia espiral intermedia a unos 36 millones de años luz desde la constelación Leo. Fue descubierta por Charles Messier en 1780. El M66 abarca unos 96.000 años luz 
M66 forma parte del famoso Triplete de Leo, un pequeño grupo de galaxias que también incluye el M65 y el NGC 3628.
El 28 de mayo de 2016 apareció una supernova de tipo IIp llamada ASASSN-16fq (o 2016cok), de magnitud 16.7.

## Galería de imágenes

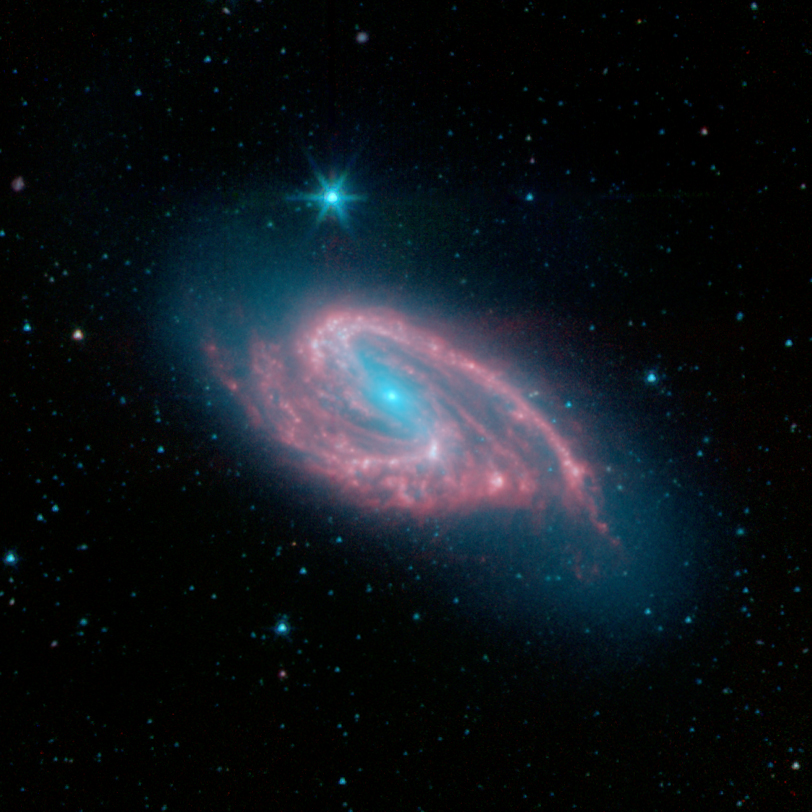
Vista en falso color de M66 sacada por el Telescopio Espacial Spitzer
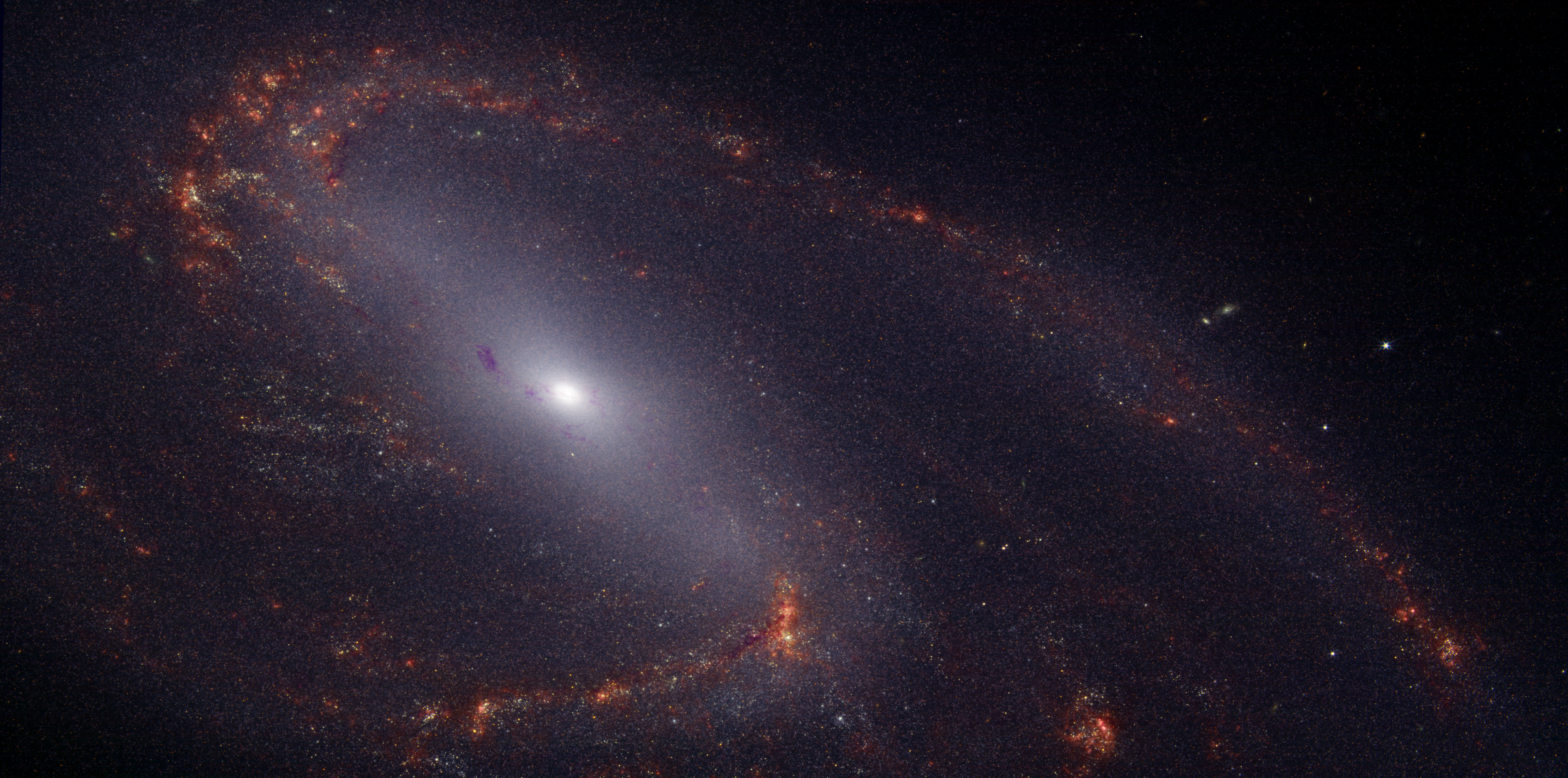
Imagen infrarroja en falso color de M66 sacada por el Telescopio Espacial James Webb
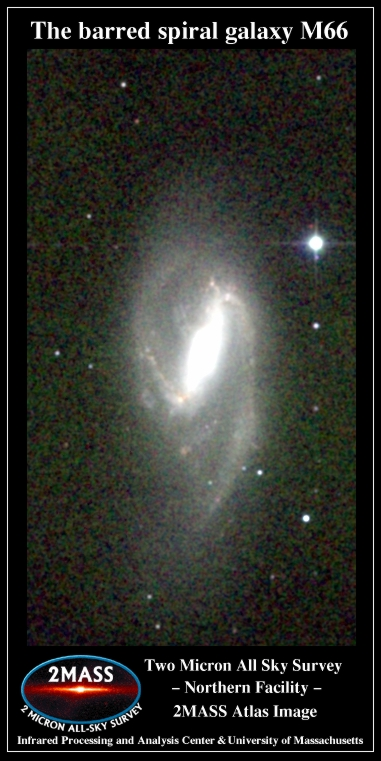
Messier 66 sacada por 2MASS
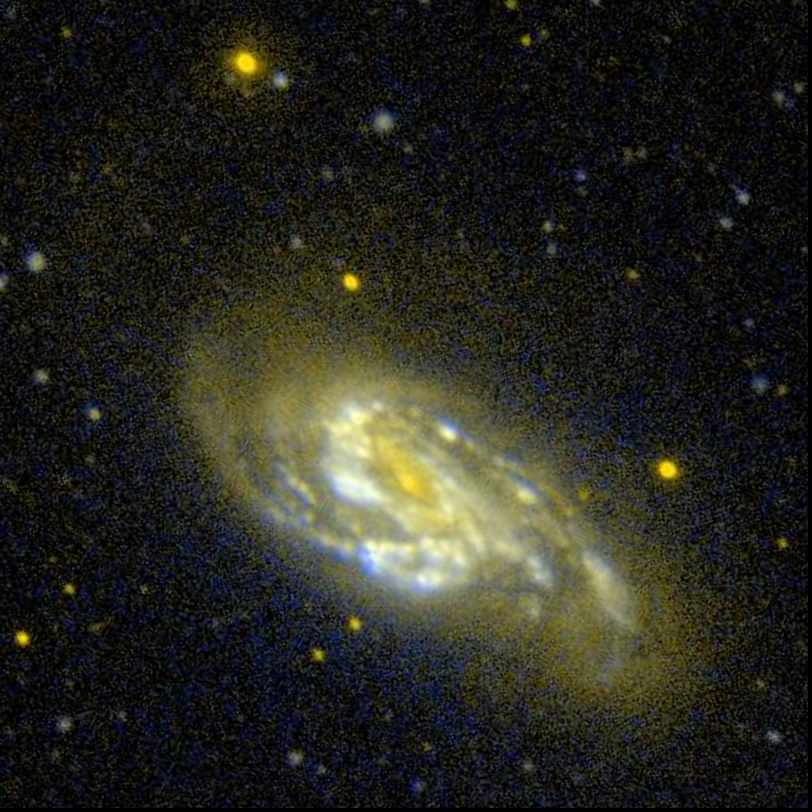
Una imagen en ultravioleta de Messier 66 sacada por GALEX
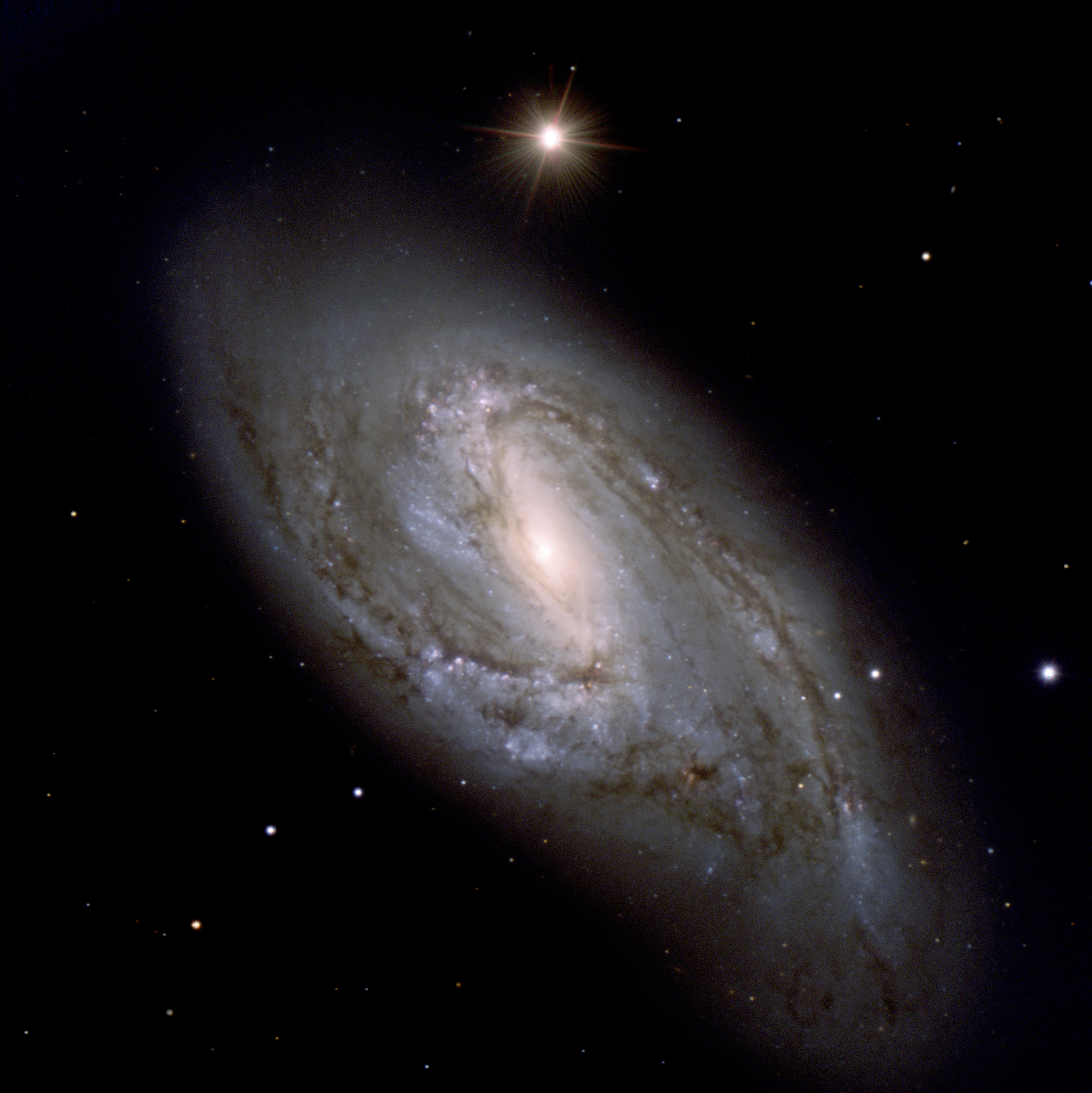
Imagen de color compuesta de la galaxia espiral M66 publicada por el Observatorio Europeo Austral.